# L’Hôpital-sous-Rochefort

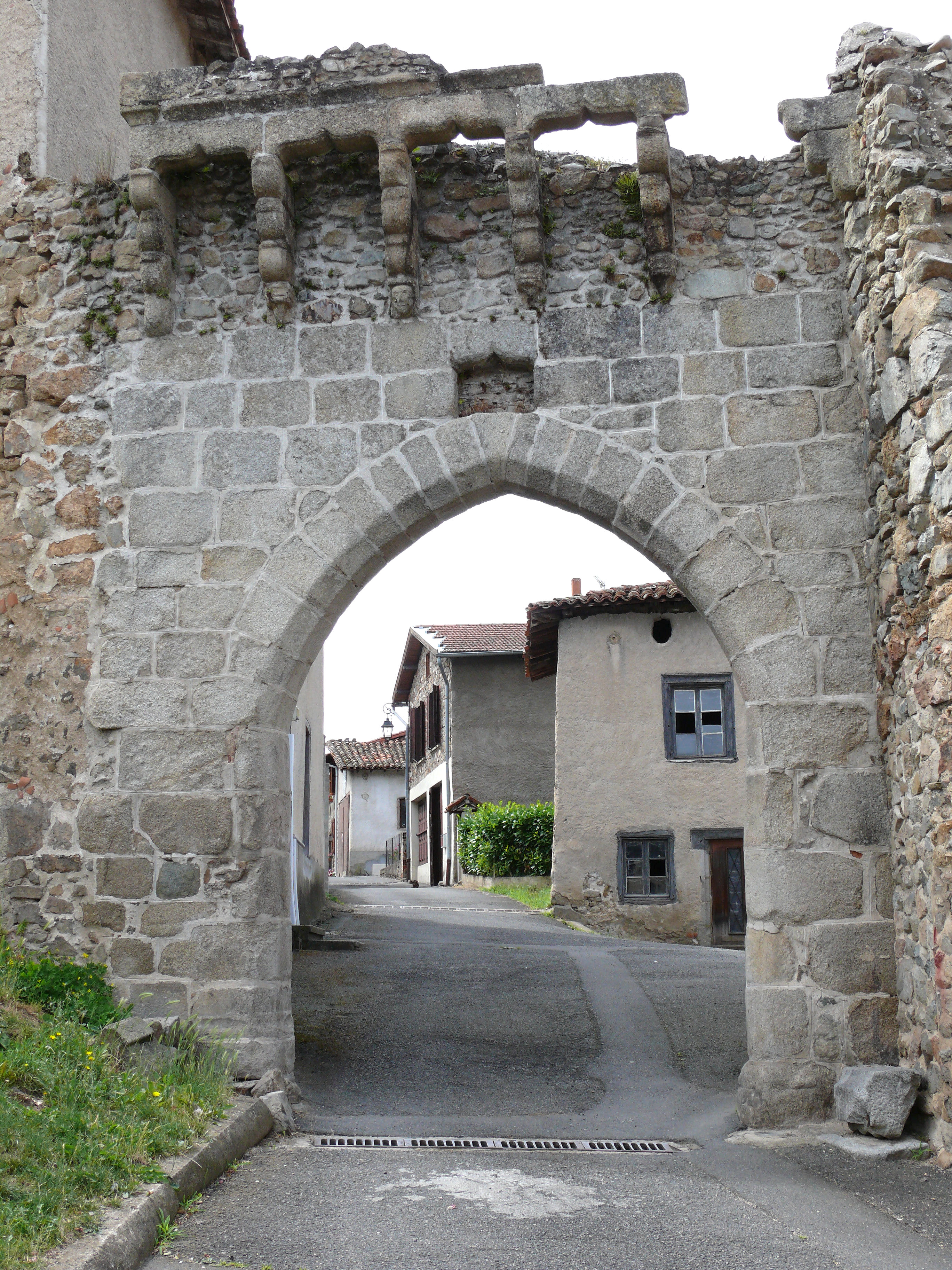
L’Hôpital-sous-Rochefort, 2009

L’Hôpital-sous-Rochefort – miejscowość i gmina we Francji, w regionie Owernia-Rodan-Alpy, w departamencie Loara.
Według danych na rok 1990 gminę zamieszkiwały 124 osoby, a gęstość zaludnienia wynosiła 108 osób/km² (wśród 2880 gmin regionu Rodan-Alpy L’Hôpital-sous-Rochefort plasuje się na 1497. miejscu pod względem liczby ludności, natomiast pod względem powierzchni na miejscu 1710.).